# 飛黃騰達8
飛黃騰達 名人版 2（又稱 飛黃騰達 8）為美國真人秀《飛黃騰達》的第八輯，於2009年3月1日開始於美國NBC頻道播出。

## 參賽者
下表為本季度的參賽者，以其原隊伍作出排列。隊伍最初以當初的分組方法：男女各一組來分組。男方的隊伍名為KOTU（Kings Of The Universe，宇宙之王者的縮寫），女方的隊伍名為雅典娜 (Athena)。
| Team 1 | Team 2 |
| ------ | ------ |
| 雅典娜 | KOTU   |

| 參賽者姓名           | 譯名   | 職業                            | 年齡 | 家鄉           | 代表慈善團體                                      | 被解僱週數 |
| -------------------- | ------ | ------------------------------- | ---- | -------------- | ------------------------------------------------- | ---------- |
| Joan Rivers          | 鍾     | 喜劇演員                        | 75   | 紐約           | 我們傳遞上帝的愛                                  | 獲勝       |
| Annie Duke           | 安妮   | 撲克賽冠軍                      | 43   | 加利福尼亞州   | 國際難民慈善團體                                  | 最後一週   |
| Brande Roderick      | 布蘭德 | 花花公子年度女郎                | 34   | 加利福尼亞州   | 加州警察少年慈善團體                              | 第十二週   |
| Jesse G. James       | 謝斯   | 企業家／電視演員                | 39   | 加利福尼亞州   | 長灘教育基金                                      | 第十二週   |
| Clint Black          | 健特   | 鄉村歌手                        | 47   | 新澤西州       | Rett綜合症國際基金會                              | 第十一週   |
| Melissa Rivers       | 美莉莎 | 節目主持人／製片                | 41   | 紐約           | 莉莉克萊爾基金                                    | 第十週     |
| Herschel Walker      | 海卓   | 橄欖球運動員／ 霍索恩紀念獎得主 | 47   | 加利福尼亞州   | 社區志願者服務機構                                | 第九週     |
| Natalie Gulbis       | 妮妲莉 | 高爾夫球手                      | 26   | 加利福尼亞州   | 美國青少年會所                                    | 第八週     |
| Brian McKnight       | 拜仁   | R&B歌手                         | 39   | 紐約           | 美國青少年服務慈善團體                            | 第七週     |
| Tionne Watkins       | 提安   | R&B 歌手,TLC女子組合            | 38   | 喬治亞州       | 喬治亞州鐮狀紅細胞症基金會                        | 第六週     |
| Khloe Kardashianrdan | 高儀   | 真人秀明星                      | 24   | 加利福尼亞州   | Brent Shapiro 酒精毒品警覺基金                    | 第六週     |
| Dennis Rodman        | 丹尼斯 | NBA球員                         | 47   | 新澤西州       | 法庭特殊委派辯護律師志願者                        | 第五週     |
| Claudia Jordan       | 歌迪亞 | 模特兒,一擲千金千金小姐         | 35   | 羅得島州       | 美國反兒童性虐待組織                              | 第四週     |
| Tom Green            | 湯     | 喜劇演員                        | 37   | 加拿大安大略省 | Butch Walts and Donald Skinner 泌尿道腫瘤研究基金 | 第三週     |
| Scott Hamilton       | 斯各   | 花式滑冰金牌選手                | 50   | 田納西州       | 克利夫蘭醫療基金會                                | 第二週     |
| Andrew Dice Clay     | 安俊   | 喜劇演員                        | 51   | 紐約           | StandUp For Kids                                  | 第一週     |

## 每週戰果
| 參賽者           | 原隊伍 | 第六週時 | 第七週時 | 第十週時 | 結果           | 項目經理時成績                      |
| ---------------- | ------ | -------- | -------- | -------- | -------------- | ----------------------------------- |
| Joan Rivers      | 雅典娜 | KOTU     | KOTU     | KOTU     | 獲勝           | 1-1（於第1週勝出，第8週落敗）       |
| Annie Duke       | 雅典娜 | 雅典娜   | 雅典娜   | 雅典娜   | 最後一週被解僱 | 2-0（於第8,11週勝出）               |
| Jesse G. James   | KOTU   | 雅典娜   | 雅典娜   | KOTU     | 於第12週被解僱 | 1-0（於第9週勝出）                  |
| Brande Roderick  | 雅典娜 | 雅典娜   | 雅典娜   | 雅典娜   | 於第12週被解僱 | 1-1（於第3週勝出，於第10週落敗）    |
| Clint Black      | KOTU   | KOTU     | KOTU     | KOTU     | 於第11週被解僱 | 1-2（於第10週勝出，於第6,11週落敗） |
| Melissa Rivers   | 雅典娜 | 雅典娜   | 雅典娜   | 雅典娜   | 於第10週被解僱 | 0-1（於第6週落敗）                  |
| Herschel Walker  | KOTU   | KOTU     | KOTU     |          | 於第9週被解僱  | 0-2（於第1,9週落敗）                |
| Natalie Gulbis   | 雅典娜 | KOTU     | KOTU     |          | 於第8週被解僱  | 1-0（於第7週勝出）                  |
| Brian McKnight   | KOTU   |          | 雅典娜   |          | 於第7週被解僱  | 1-1（於第4週勝出，第7週落敗）       |
| Khloe Kardashian | 雅典娜 | KOTU     |          |          | 於第6週被解僱  | 1-0（於第2週勝出）                  |
| Tionne Watkins   | 雅典娜 | 雅典娜   |          |          | 於第6週被解僱  | 1-0（於第5週勝出）                  |
| Dennis Rodman    | KOTU   |          |          |          | 於第5週被解僱  | 0-1（於第5週落敗）                  |
| Claudia Jordan   | 雅典娜 |          |          |          | 於第4週被解僱  | 0-1（於第4週落敗）                  |
| Tom Green        | KOTU   |          |          |          | 於第3週被解僱  | 0-1（於第3週落敗）                  |
| Scott Hamilton   | KOTU   |          |          |          | 於第2週被解僱  | 0-1（於第2週落敗）                  |
| Andrew Dice Clay | KOTU   |          |          |          | 於第1週被解僱  |                                     |

## 每週概要

### 第一週
- 播映日期: 2009年3月1日
- 任務： 製作及銷售自製杯裝蛋糕
- 雅典娜 項目經理： Joan Rivers
- KOTU 項目經理： Herschel Walker
- 評審： Donald Trump；Ivanka Trump；Donald Trump, Jr.
- 勝出隊伍： 雅典娜
  - 勝出原因： 總銷售額達$61,000（美元，以下同），此外 Crumbs 糕餅店的代表在品嚐兩隊的蛋糕後，認為雅典娜的巧克力蛋糕較佳，因而再獲得額外的 $15,000 獎勵，這是兩隊的勝負的決定性因素，否則如由KOTU 奪得獎金的話，KOTU 就會以$65,000 反勝
- 落敗隊伍： KOTU
  - 落敗原因： Andrew Dice Clay 未有協助焙製蛋糕，亦沒有帶任何名人去協助提升銷售數字。而且隊伍亦忘記了在製作巧克力蛋糕時下砂糖，儘管他們事後掃上糖漿補救，但仍於事無補。結果他們籌得$49,400。而 Herschel Walker 亦被評為不善領導
  - 進入「最後會議室」的參賽者： Andrew Dice Clay, Dennis Rodman, Herschel Walker
- 被解僱： Andrew Dice Clay他曾暗示有意退出，雖然事後澄清不欲退出，但因其口不擇言而斷送了機會
- 特別事項：
  - 這是系列中第五次以男女分組。
  - Andrew Dice Clay 是首位有意退出但最後沒成事的，也是第二位名人提及有意退出、同時也是系列中的第四位（包括第三季的 Verna、第六季的 Michelle 和名人版的 Vincent Pastore）
  - KOTU 是首個以縮寫而成的隊伍名 --Kings Of The Universe
  - Joan Rivers 為其慈善團體籌得 $125,716.39，是今季單項任務中的最高紀錄（不計算決賽的 $500,000 獎金）
  - Claudia Jordan 是其中一位認為 Annie Duke 每事皆管的人，特別是在製作杯裝蛋糕時

### 第二週
- 美國播映日期：2009年3月8日
- 贊助公司：zappos.com
- 任務： 創作一個卡通人物和四頁的漫畫去代表zappos.com.
- 雅典娜 項目經理：Khloe Kardashian
- KOTU 項目經理：Nely Galán
- 評審：Donald Trump; Donald Trump, Jr.; Erin Burnett
- 勝出隊伍： 雅典娜 
  - 勝出原因： 儘管 Natalie Gublis 直認想脫下所創作的人物裝扮服飾、而 Claudia 亦在說明時表現得結巴，但 Zappos 的行政總裁比較喜歡她們的設計
- 落敗隊伍：KOTU
  - 落敗原因：雖然 Zappos 的行政總裁對兩隊的設計都留下了深迄印象，但他不滿角色的名字使用 EEE 而不使用代表其公司的 Z 起首名字（Scott想出而 Tom 反對這名字）。這個決定性的因素
  - 進入「最後會議室」的參賽者：Scott Hamilton, Tom Green, Herschel Walker
- 被解僱： Scott Hamilton，因他為卡通人物起了 E 起首名字而非 Z，亦不能控制好各有個性的隊員，加上帶了Herschel、而不是更受爭議的 Clint Black 回最後會議室
- 特別事項：
  - Melissa Rivers 搶去了為角色取名為「Z」的功勞，但想出來的其實是 Claudia Jordan
  - Claudia Jordan 途中生病而曾要求退出回家（指本任務而非整個節目），激怒了 Annie，也影響了 Claudia 自己說明時的表現，但女隊無論如何還是贏了
  - Dennis Rodman 曾提出用一個異性裝扮癖的人去當 KOTU 的卡通人物
  - Annie Duke 不讓已成名的劇作家 Joan Rivers 參與創作文稿而惹怒了她
  - 男子隊比女子隊花上更多時間去構思，期間 Tom 和 Scott 發生磨擦：Scott 認為 Tom 在搗亂、而 Tom 則認為無人聆聽他的意見。Herschel 曾多次叫 Tom 閉嘴，因此 Scott 帶了 Herschel 回最後會議室去聯手對付 Tom。Clint Black 為進度緩慢而苦惱、並嘗試掌權，幾位參加者都批評他傲慢的態度，並指他看起來更像項目經理
  - 由於模特兒遲到，Natalie 負責穿上他們創造的人物服飾
  - 由於隊中的不和，Scott 本來鎖定了只帶 Tom 一人回最後會議室，但由於上一季名人版中 Gene Simmons前車可鑑，Scott 決定帶同支持他的 Herschel 回去。Trump 看穿這點而在稍後裁決剩下二人前叫他回去

### 第三週
- 美國播映日期： 2009年3月15日
- 贊助公司：RK 婚禮公司
- 任務： 賣出125套婚紗
- 雅典娜 項目經理： Brande Roderick
- KOTU 項目經理： Tom Green
- 評審： Donald Trump; Ivanka Trump; George H. Ross
- 勝出隊伍： 雅典娜
  - 勝出原因： 雅典娜的不少聯絡人都有前來，加上華麗的裝飾吸引了不少街客
- 落敗隊伍： KOTU
  - 落敗原因： 在已損失了二人之下，KOTU 這一次又因為 Dennis Rodman 前一晚「生病」（那晚他與Tom 到夜店玩樂）而再折一人。由於 Dennis 過敏而未能協助隊伍，而且他看起來比較喜歡待在酒吧泡妞多於宣傳。另一方面，即使 Clint Black 和 Herschel Walker 每自籌得 $45,000 及 $35,000，Tom 卻採取最低限的妥協主義，未有去找他的聯絡人籌募
  - 進入「最後會議室」的參賽者： 不要求項目經理帶其他二人回來，而是整隊人留下辯論
- 被解僱： Tom Green，因其差勁表現、無力管束隊伍、成績不及雅典娜，以及遲起床
- 特別事項：
  - Brande Roderick 為其慈善團體籌得 $166,450，是今季單項任務中的最高紀錄，並打破了 Joan Rivers 兩週前所創的紀錄
  - Joan Rivers 因出席演講而缺席首日活任務
  - Brande Roderick 指 Annie Duke 和 Melissa Rivers 是隊中明星
  - 在是次任務中，Tom Green 晚了寺床而遲了協助預備場地
  - 在會議室中，Dennis Rodman 堅持他是因為貓狗之類的過敏而沒有協助 KOTU 銷售，但雙方很多隊員（特別是雅典娜的隊員）不相信，更笑謔那頭所謂的貓其實可能是個叫作 "Kitty" 的女孩，指所謂過敏其實只是宿醉而已
  - KOTU 隊中，Jesse James 認為 Trump 該同時解僱 Tom 和 Dennis，而 Herschel和 Clint 亦表示同感

### 第四週
- 美國播映日期： 2009年3月22日
- 贊助公司： ACN Inc.
- 任務： 兩隊要製作現場演出，向ACN代表介紹 ACN 的全新 Iris 3000 視像電話
- 雅典娜 項目經理： Claudia Jordan
- KOTU 項目經理： Brian McKnight
- 評審： Donald Trump; Ivanka Trump; Donald Trump, Jr.
- 勝出隊伍： KOTU
  - 勝出原因： 介紹會中的觀眾會寫下他們的感想和投票在意見卡上。儘管有意見認為 KOTU 沒有聚焦到產品身上，但他們仍得到 85% 的選票。
- 落敗隊伍： 雅典娜
  - 落敗原因： 雅典娜只得到 15% 的選票。雖然得助於 Joan Rivers 的喜劇天份，但介紹的其他部份被認為較差，Donald Trump 甚至直言短片低俗
  - 進入「最後會議室」的參賽者： Claudia Jordan, Melissa Rivers, Khloe Kardashian
- 被解僱： Claudia，因她創作了不怎吸引的介紹、亦失去了其他隊員對她的尊重，以及意氣用事把 Melissa 帶回最後會議室
- 特別事項：
  - Brian McKnight 為其慈善團體籌得 $20,000
  - Joan Rivers 因其他慈善活動而又再次缺席早段任務，而且由於班機趕不上活動時間而幾乎趕不上整個任務，不過幸好 Natalie Gulbis 安排了私人飛機給 Joan 才能參與介紹會
  - Dennis Rodman 與 Clint Black 發生衝突而大部份時間都離開了隊伍。稍後他回來表示願意為團隊貢獻力量，但 Brian McKnight 拒絕了，指他不想當 Rodman 的保姆

### 第五週
- 美國播映日期： 2009年3月29日
- 贊助公司： 洛伊斯酒店
- 任務： 兩隊要以酒店服務生身份營運洛伊斯旗下的麗晶酒店[1]
- 雅典娜 項目經理： Tionne Watkins
- KOTU 項目經理： Dennis Rodman
- 評審： Donald Trump; Donald Trump, Jr.; Ivanka Trump
- 勝出隊伍： 雅典娜
  - 勝出原因： 雖然雅典娜未有向客人提醒服務的不同收費，但其他客戶服務都表現良好，得到91%的評分
- 落敗隊伍： KOTU
  - 落敗原因： 儘管大部份男子隊隊員都落力工作，但早段時服務有所紕漏，加上 Dennis Rodman 酒後怪異的表現，KOTU 只得86%的評分
  - 進入「最後會議室」的參賽者： 沒有最後會議室的必要，所有人，包括勝出隊伍都留下等待 Trump 即場決定解僱人選
- 被解僱： Dennis Rodman，因為過去幾週的酒後怪異行為、以及缺乏領導能力
- 特別事項：
  - Tionne Watkins在是次任務中為其慈善團體籌得$20,000
  - Khloe Kardashian 因私事缺席首天任務
  - Vincent Pastore 與 Stephen Baldwin 被邀請作為名人賓客。Stephen 對房間的景觀，以及對 Joan Rivers 忘記提及表演收費達$500而感到不滿（Stephen 和 Vincent 的感想不被納入評分）
  - 雅典娜隊的部份客人主動要求 Annie Duke 代替 Natalie Gublis 為他們服務。
  - Dennis Rodman 因酗酒問題引起 Trump和其他 KOTU 隊員的指責。在發表結果前一刻，Trump 表示即使雅典娜落敗，他也可能解僱 Dennis，而那將會是系列中的第一次

### 第六集
- 美國播映日期： 2009年4月5日
- 任務： 兩隊要為All 洗衣劑製作一段病毒影片(觀眾看後互相傳閱的網絡影片)
- 雅典娜 項目經理： Melissa Rivers
- KOTU 項目經理： Clint Black
- 評審： Donald Trump; Donald Trump, Jr.; Ivanka Trump
- 落敗隊伍 雅典娜及 KOTU都落敗，兩隊均須進入會議室 
  - 雅典娜落敗原因： 在介紹All 洗衣劑方面雅典娜隊做得比較好，但 All 的高層不滿他們使用政治不正確的詞語「侏儒」；以及其中一小人在片中說粗言。而且他們質疑使用 Jesse James 能否針對產品的目標顧客層
  - 進入「最後會議室」的參賽者： Melissa Rivers, Brande Roderick 及 Tionne Watkins
  - KOTU落敗原因： KOTU 落敗的原因是沒有介紹到產品本身。再者，廣告中猥褻的性暗示更令 Trump 用來與色情電影來比較
  - 進入「最後會議室」的參賽者： Clint Black, Natalie Gulbis and Khloe Kardashian
- 被解僱： Tionne Watkins，因她自願回到「最後會議室」；Khloe Kardashian，上週因參加酒後駕駛的課程而缺席，Trump不容許酒駕的行為
- 特別事項：

### 第七集
- 美國播映日期： 2009年4月12日
- 贊助公司： LifeLock
- 任務： Both teams must design in-store displays for an identity-theft-protection company.
- 雅典娜 項目經理： Brian McKnight
- KOTU 項目經理： Natalie Gulbis
- 評審： Donald Trump；George H. Ross；Ivanka Trump
- 勝出隊伍： KOTU
- 落敗隊伍： 雅典娜
- 進入「最後會議室」的參賽者： Brian McKnight, Melissa Rivers, Brande Roderick
- 被解僱： Brian McKnight, for losing the competitive "drive" Trump believed he had earlier in the game.
- 特別事項：